# Сергіє-Федорівка
Сергіє-Федорівка (рос. Сергее-Фёдоровка) — село у Октябрському районі Амурської області Російської Федерації. Розташоване на території українського історичного та етнічного краю Зелений Клин.
Входить до складу муніципального утворення Новомихайлівська сільрада. Населення становить 119 осіб (2018).

## Історія
З 20 жовтня 1932 року входить до складу новоутвореної Амурської області.
З 1 січня 2006 року органом місцевого самоврядування є Новомихайлівська сільрада.

## Населення
| 2002 | 2010 | 2012 | 2013 | 2014 | 2015 | 2016 |
| ---- | ---- | ---- | ---- | ---- | ---- | ---- |
| 185  | ↘139 | ↘130 | ↗132 | ↘131 | ↘130 | ↘127 |
| 2017 | 2018 |      |      |      |      |      |
| ↘123 | ↘119 |      |      |      |      |      |